# Древногръцка лирика
Древногръцката лирика (или старогръцка лирика, антична лирика) е лирика в старогръцката литература, написана на различни диалекти на старогръцкия, която възниква и се развива в епохата на Архаична Гърция (VIII – VI век пр.н.е.) Асоциира се основно с периода от началото на 7 в. пр.н.е. до 5 в. пр.н.е., наричан понякога „Лирическа епоха в Гърция (на английски: Lyric Age of Greece)“,, но продължава да бъде създавана и по време на елинистичния и римския периоди.
В древногръцката литература понятието „лирика“ има различен от съвременния смисъл. То означава съчетание от поетически текст, музика и танц, включени в ритуалите, посветени на боговете. Наименованието му произхожда от „лира“ – музикален инструмент, обичайно съпровождащ изпълненията. Някои стихове са създавани по повод на някакъв култ или с пропагандна цел, а някои са били просто сентенции.
Подобно на епоса, лириката като литературен род води началото си от митологията. Тя съпътства по-малките народни празници, а епосът – по-големите. Отделянето на лириката от колективното творчество започва в архаичния период. В исторически план то е свързано с оформяне на гражданската общност в полиса и зараждането на частната собственост. Човекът, който дотогава се смята за неделима част от природата, започва да се осъзнава като личност. Зараждащото се индивидуално съзнание преминава от митологично (образно) мислене към понятийно. Една от проявите на този дълъг и сложен процес е появата на поета. Първоначално неговата личност е без значение, по-важна е връзката, която според хората има с боговете. Поетът се възприема като божествена проява, той се съотнася към боговете по функция. Това обяснява защо върху ритуалните керамични съдове наред с боговете и героите са изобразени и прочути древногръцки поети. Поетесата Сафо е съотнасяна към богинята Афродита, а поетът Анакреонт е представян като пиян старец по подобие на стареца Силен от свитата на бог Дионис.
Първите индивидуални лирически творби нямат художествени функции и личен характер, защото отразяват не индивидуалността на автора си, а промяната в общественото съзнание. Те са посветени на държавността и законите. Чувствата в тях са елементарни и непроменливи, все още в процес на зараждане. Счита се, че се дължат на божието присъствие в човешката душа, затова лириката на архаичния поет се мисли като диалог.

## Определение
За първи път ясна и подредена литературна теория има в „Поетика“ на Аристотел, където обаче са дефинирани само епосът и драмата. Аристотел отбелязва, че с думата „епос“ се назовава всяко словесно произведение, написано в хекзаметър. Но в хекзаметър може да се пише и история. Той дефинира литературата като словесна имитация на човешки действия и характери. Оттам епосът е имитация на човешки действия и характери в хекзаметър, а драмата е словесна имитация, но представена нагледно с действащи лица. При Аристотел няма понятие за лирика, но той различава следните видове поезия: елегическа, дитирамбическа, мелическа.
Разцветът на лириката е тясно свързан с лирическите песни, и то в две различни форми: хорова песен и монодия (т.е. солова песен). Те се радват на широка популярност поради голямата склонност на гърците към музиката, смятана от тях за основен елемент на възпитанието. По правило тези песни били акомпанирани на лира, китара или флейта (авлос). Песента и музиката са тясно свързани: песенните ритми добивали пълната си стойност в зависимост от музикалния съпровод.

## Класификация
Лирическата поезия била много разнообразна, тъй като нямала специален език като епоса и допускала използването на всички диалекти в зависимост от произхода на поета и от публиката. Тематиката също е най-различна: религиозни химни – номи, свещени песни – пеани или дитирамби, маршови песни за процесии, хорови песни за танци, войнствени елегии, победни песни (епиникии), прославящи победителите в игрите, любовни песни, погребални оплаквания, гуляйджийски песнички, песни, призоваващи гражданската съвест – всички чувства на човека намирали израз в гръцката лирика. Следва една примерна класификация.
Според поетическия размер:
- елегия – така се нарича всяко произведение в елегически дистихон. Дистихонът се състои от хекзаметър (първи стих) + пентаметър (втори стих); Елегии пишат Солон, Тиртей.
- ямбическа лирика – стъпка, състояща се от редуване на кратки и дълги срички.
- мелическа лирика – с неограничена свобода, що се отнася до поетическия размер.

Според броя на изпълнителите лириката се дели на:

- хорова;
- солова (монодична).

Според повода на създаване:
- религиозна – химни в чест на божествата;
- дитирамб – за Дионис;
- пеан – за Аполон;
- погребална – тренос (плач), оплаквателна песен; епитафия (ο επιτάφιος);
- сватбена – епиталамий (от „брачно ложе“); хименей;
- пирова – сколион;
- военни маршове – ембатерион;
- песни за прослава на победители в състезание – епиникий. Епиникии пише Пиндар;
- песни като съпровод на танци – хипорхема.

## Периоди в развитието
Първи период (от средата на 7 век – до средата на 6 век пр.н.е.) – През него творят Архилох и Мимнерм от Йония, Алкман от Спарта, майстор на хорова лирика, поетите Алкей и Сафо от остров Лесбос, създатели на соловата лирика, Калин от Йония и Тиртей от Спарта, създатели на елегията, Стезихор от Сицилия и Арион от Коринт. Основните теми в творчеството им са свързани с:
- търсене на нови преживявания – израз на авантюризма на духа (Архилох, Алкей, Сафо);
- войнствено-патриотични настроения (Калин, Тиртей);
- интерпретация на митологични предания (Стезихор);
- уравновесени настроения (Солон).

Втори период (втората половина на 6 век пр.н.е.) – През това време управници на Атина са тираните Пизистрат, Хипарх и Хипий. Тогава творят Анакреон от Теос и Симонид от Кеос. Принос в архаичната лирика имат и философите Ксенофан и Парменид.
Трети период (първата половина на 5 век пр.н.е.) – Най-прославените поети на Древна Елада тогава са Пиндар от Беотия, Теогнид от Мегара и Бакхилид от Кеос.
Четвърти период (втората половина на 5 век пр.н.е. – началото на 4 век пр.н.е.) – Разцвет на трагедията и комедията. Лириката става по-драматична, а стилът ѝ по-изящен. Тези тенденции се наблюдават в творчеството на Тимофей от Милет.

## Запазване до наши дни
Античната лирика е достигнала до наши дни основно във фрагменти. В отделна книга е оцелял единствено Пиндар. Останалите творби са запазени в антологии, правени за учебни цели; под формата на цитати в учебници, например по реторика; като цитати в по-големи произведения. Някои са достигнали независимо от образователната традиция – това са произведенията, запазени в египетски папируси (Архилох, Сафо, Менандър – виж Оксиринх).

## Старогръцката литература от архаическата епоха
През архаическия период се появява древногръцката лирическа поезия, чрез която навлизат нови форми – елегия, ямб, същинска лирика (китаристика), хорова лирика, епиграми.

### Елегия
Елегиите са лирични стихотворения с поучително съдържание, които може да включват подканвания и апели към важно и сериозно действие, размишления, афоризми. Всяка строфа се състои от 2 стиха (елегически дистихон) – хекзаметър и пентаметър (стих, състоящ се от пет стъпки), с което се доближава до хекзаметричния стил на епоса. Възникването на елегията се свързва с малоазийска Йония. Елегиите се изпълняват най-често по време на празненства и пиршества, под акомпанимент на флейта (при епическите песни под акомпанимента на лира). Първият поет, от които са запазени елегически фрагменти е Калин от Ефес (в Мала Азия), който живее през първата половина на VII в. пр.е. Той пише войнствени стихове, призоваващи към борба. От него е запазено само едно стихотворение – зов към защита на родината от нападението на враговете. Тиртей и Теогнид, от които също има запазене фрагменти, пишат на подобни теми. Елегиите на Тиртей съдържат и възхвала на доблестта, правила на строевия устав и изложение на основите на спартанското държавно „доброзаконие“. Дидактически елегии, които се свързват със Солон, представляват първите размишления и мъдри поучения за живота, държавата, обществото, законите. Мимнерм прави първите опити в любовната елегия, а Ксенофан създава първите философски елегии. Други по-известни елегици са Симонид, Йон и Фолкилид.

### Ямбическа поезия
Почти по едно и също време с елегичната поезия се оформя и ямбическата – холиямбът, ямбическия диметър и ямбическия триметър. Архилох, а понякога и Хипонакт от Ефес, са двете имена смятани за откриватели на тази форма. Ямбическа поезия се използва като фолклорно средство за обществено порицание, за изобличения и сатира, но често се декламира и при религиозните церемонии на празниците на плодородието. Ямбическата поезия излиза от фолклорните рамки, когато става оръдие за изразяване на лични чувства и настроения, средство за лична полемика по обществени и частни въпроси.

### Мелическа поезия
Развитието на гръцката лирика през средата на VII век пр. Хр, достига до възникването на мелическа или същинска лирическа поезия. От гр. ”мелос“ – песен, мелическата поезия най-често е под съпровод на китара, за това понякога се нарича и китаристика. За първи мелически основател се смята поетът Терпандър – създател на китарата. Характерно за този стил е неопределеният размер на стиха и голямото разнообразие от стъпки. Най-известна е сапфическата строфа. Един от известните лирически поети е Алкей, при когото се срещат мотивите на гражданската война, а стиховете му са музикални и се отличават с богатството на своите размери. Най-често употребяваната от Алкей строфа е наречена в античността „алкеева“. Други лирически поети прочули се с тази поезия са Сафо, Анакреонт, Стезихор, Ибик, Симонид, а по-късно – Пиндар и Бакхилид.
Паралелно със словата в гръцката лирика се появява хоровата мелическа песен, свързана с култа и обреда. В произведенията на хоровата лирика обикновено са налице три елемента. Съставна част на култовия химн е митът. В свободно редуване с мита се поднася дидактичният елемент – поучителни размишления на религиозни и нравствени теми. Тъй като химнът е молитва, която изразява пожеланията на молещия се, хоровата песен съдържа и лични изказвания от името на поета или на неговия хор.
Един от първите хорови лирици е Алкман от Спарта. Той създава партении – песни, изпълнявани в съпровод с девически хорове. На него се дължи и разделянето на песента на строфи и антистрофи. Строфа е куплетът, който хорът пее обърнат на една страна, а антистрофа – куплетът, при който хорът се обръща на противоположна страна. Кратката трета част на песента след строфата и антистрофата се нарича епод и е въведена от Стезихор. Впоследствие възникват най-различни видове хорова песен:
- Пеани – Култови химни, които се посвещават на боговете или на големи герои, изпълняват се от девически или мъжки хор.
- Прозодии – Култови химни, изпълнявани по време на процесии и посветени на боговете или на големи герои.
- Хипорхеми – Хорови песни, съпроводени от танц и пантомима.
- Дитирамби – Хорови песни за дионисовите празници в чест на бог Дионис.
- Епиникии – Храмови песни посветени на победителите в атлетическите състезания и във войните.
- Сколии – Храмови песни, които се изпълняват на пиршества.
- Енкомии – Хвалебствени, похвални хорови песни в чест на определено лице.
- Трени – Траурни храмови песни, предназначени за погребалните ритуали.

### Епиграма
В началото на VII век пр. Хр. се заражда епиграмата, основаваща се на надписите върху паметниците, олтарите и даровете при жертвоприношенията. Характерна черта е краткостта и изразителността, метрическата и форма е елегически дистихон. Тя засяга най-различни теми – посвещения на богове, герои, победители, както и обикновени хора, житейска мъдрост, съвет, любовно обръщение, иронична закачка и др.

### Сколий
От епиграмата се ражда сколий, който се състои от четири стиха. Той се характеризира с краткост, изразителност и многообразие на темите. От този период най-известни са епиграмите и сколиите на Симонид.